# 紅梅亭
紅梅亭（こうばいてい）は、明治から大正時代にかけて大阪市ミナミ法善寺北側にあった寄席。前名「今嘉の席」（いまがのせき）。
初代桂文枝の死をきっかけに起こった二代目襲名問題で初代桂文三（後に2代目文枝から桂文左衛門を名乗った。）に敗れた桂文都は、「2代目月亭文都」と名乗り、当時の笑福亭一門、初代桂文團治一門とともに「浪花三友派」を結成したが、この時、三友派が本拠の定席としたのが今嘉の席であった。
1894年、資産家・原田ムメに買収され、東京の「白梅亭」に対抗して屋号を「紅梅亭」とした。
その後、法善寺南側の「金沢亭」の人気に押され、1918年には、その金沢亭を買収した吉本興業創始者の吉本泰三（吉本吉兵衛）・せい夫妻によって買収され、「西花月亭」と改称したが、その後閉館した。
6代目笑福亭松鶴によると、席亭の原田氏を2代目林家染丸、2代目桂圓枝、初代橘家蔵之助、3代目三遊亭圓馬の四人が連日南地のお茶屋に連れ出して散財させた。それが吉本興業への買収の原因であり、戦後期の上方落語衰退の一因であると述べている。
現在よみうりテレビ（近畿ローカル）で放送されている演芸バラエティ番組「平成紅梅亭」のタイトルは、この紅梅亭に由来する。番組のセットも当時の紅梅亭の雰囲気をそのまま生かしている。